# 최연국
최연국(崔演國, 일본식 이름: 朝日昇아사히 쇼, 1886년 2월 24일 ~ 1951년 2월 26일)은 일제강점기의 관료 겸 기업인, 교육인으로, 호는 남주(南洲)이며 본관은 삭녕, 본적은 경상남도 사천군 사천면이다.

## 생애
경상남도 사천 출생이다. 사천의 유력한 지주 가문에서 태어나 1903년 궁내부의 주사를 시작으로 일제 강점기 동안 정재계의 요직을 거쳤다.
명달보통학교(현 사천초등학교) 교장(1905), 일신고등보통학교 설립 발기인(1920)을 지내는 등 지역의 교육계에서도 활동했다. 지역 사회에서 설립을 추진한 사립 일신고등보통학교는 설립되지 못했고, 해당 부지에 공립인 진주고등보통학교가 세워졌다.
사천 지역을 대표하는 친일파로 부상한 뒤 1933년부터 11년간 조선총독부 중추원 참의를 지냈으며, 1941년 조선임전보국단, 1944년 국민총력동맹 등에 가입하여 적극적인 친일 활동을 벌였다.
광복후 반민족행위특별조사위원회에 의해 조사를 받았으나, 반민특위가 해체되면서 풀려났다.
그는 일제가 훼손한 사천의 단종태실지(단종의 태를 묻은 곳)를 불하받았고, 후손들이 여기에 최연국의 묘를 썼다.
2002년 발표된 친일파 708인 명단과 2008년 민족문제연구소에서 친일인명사전에 수록하기 위해 정리한 친일인명사전 수록예정자 명단에 모두 선정되었으며 2009년 친일반민족행위진상규명위원회가 발표한 친일반민족행위 705인 명단에도 포함되었다.

## 같이 보기
- 조선총독부 중추원
- 조선임전보국단

## 참고 자료
- 윤성효 (2006년 11월 1일). “개인·친일파 묘에 치인 세종대왕-단종 태실지 - 일제 때 개인 소유로 넘어가 성역화 난항”. 오마이뉴스. 2007년 10월 17일에 확인함.